# 白鉉真
白鉉真（韓語：백현진，1972年6月29日—），另譯作白賢振、白賢鎮、白玄鎮，韓國樂團男歌手、演員、畫家和裝置藝術家等全方位活動的藝人。

## 演艺经历
1994年成立獨立樂隊“漁魚父 Project Sound“，作爲音樂人曾被提名“韓國音樂大獎“，而後接觸各類藝術活動，在國內外衆多展示活動領域都取得了顯著的成果。
2000年代初期參與獨立電影開始作爲演員活動，在電影《慶州》中飾演的朴教授一角，獲得釜日電影獎最佳男配角提名，其實力得到了認可。
2017年也曾獲得南韓「國立現代美術館」舉辦的美術大獎的年度作家獎，並舉辦過4次畫展，他在接受媒體訪問時表示，因為自己不擅言辭，所以喜歡用畫和歌曲來表達內心感受，但不習慣向外人介紹自己的創作理念，「不想讓欣賞畫作的人因此被侷限」，很有藝術家個性。

## 演出作品

### 電視劇
- 2015年：NaverTV《大勢的百合（朝鲜语：대세는 백합）》飾演 白昌祖
- 2017年：tvN《明天和你》飾演 金容鎮
- 2018年：MBC《赤月青日》飾演 高尚煥
- 2019年：KBS2《各位國民》飾演 白昌鎮
- 2019年：MBC《Welcome 2 Life》飾演 奇泰錫（特別出演）
- 2021年：SBS《模範計程車》飾演 朴良真
- 2021年：tvN《惡魔法官》飾演 許重世
- 2021年：tvN《Happiness》飾演 吳主賢
- 2021年：JTBC《只一人》飾演 河容根
- 2021年：WAAVE《既然這樣就去青瓦台》飾演 金成南
- 2022年：Seezn《高斯電子公司》飾演 奇成南
- 2023年：JTBC《壞媽媽》飾演 Trot Baek
- 2023年：Disney+《Moving》飾演 鄭尚鎮
- 2023年：Netflix《末日愚者》飾演 趙光賢
- 2024年：ENA《碰撞搜查線》飾演 具江模
- 2024年：tvN《The Auditors監察》飾演 楊再承
- 2025年：Disney+《血謎拼圖》飾演 李剛泫
- 2025年：MBC《死亡天使瑪莉》飾演 具光哲

### 電影
- 2000年：《茅躉王（朝鲜语：반칙왕）》飾演 Room Sarong Aubrey Band
- 2001年：《花之島（朝鲜语：꽃섬）》飾演 同性戀樂隊主唱
- 2002年：《奇異三人戀（朝鲜语：철없는 아내와 파란만장한 남편 그리고 태권소녀）》飾演 奇怪男子
- 2002年：《小犬子（朝鲜语：뽀삐）》飾演 金秀賢
- 2006年：《強敵（朝鲜语：강적）》飾演 中國籍組織人員
- 2010年：《下半場（朝鲜语：맛있는 인생 (영화)）》飾演 金敏浩
- 2011年：《北村方向（朝鲜语：북촌방향）》飾演 作曲家
- 2012年：《蘿莉塔：情陷謬思》飾演 評論家
- 2012年：《單身的人上天堂（朝鲜语：설마, 그럴리가 없어）》飾演 電影導演
- 2014年：《慶州（朝鲜语：경주 (영화)）》飾演 朴教授
- 2014年：《愛在聖塔芭芭拉（朝鲜语：산타바바라 (영화)）》飾演 白導演
- 2015年：《膠片時代愛情》飾演 護士
- 2015年：《奪命頭條》飾演 金作家
- 2016年：《解語花》飾演 朴日成
- 2016年：《春夢》飾演 攝影師
- 2016年：《戀妳非妳（朝鲜语：당신자신과 당신의 것）》飾演 振永
- 2018年：《那才是我的世界》飾演 東秀
- 2018年：《我的嘻哈我的家》飾演 旁白(特別出演)
- 2018年：《上流社會（朝鲜语：상류사회 (2018년 영화)）》飾演 朴作家
- 2018年：《群山：詠鵝（朝鲜语：군산: 거위를 노래하다）》飾演 演說家(友情出演)
- 2019年：《悄悄告訴她-短片（朝鲜语：그녀에게）》
- 2020年：《菜英文沒在怕》飾演 吳太營
- 2021年：《十個月的未來（朝鲜语：십개월의 미래）》飾演 金雍中
- 2022年：《無間對決》飾演 權基安
- 2022年：《高速公路家族》飾演 安道煥
- 2024年：《自己的房间》饰演 雨谈的父亲[6]
- 2024年：《殺手們》飾演 理事
- 待定：《疯狂舞蹈办公室》饰演 舞蹈学院院长的丈夫[7]

## 音樂作品

### 個人
- 2002年：《奇異三人戀（朝鲜语：철없는 아내와 파란만장한 남편 그리고 태권소녀）》電影OST
- 2002年：《殺越海防禁室》電影OST
- 2005年：《哭泣的拳頭（朝鲜语：주먹이 운다）》電影OST
- 2008年：《反省的時間／반성의 시간》
- 2011年：《Chala基礎／찰라의 기초(Live)》
- 2011年：《到此爲止／여기까지》
- 2012年：《慾望豪門》電影OST
- 2018年：《那附近／그 근처》
- 2019年：《 Light,Many／가볍고 수많은》
- 2020年：《Csimplex 04》

### 獨立樂團
－漁魚父 Project Sound－
- 1997年：《損益分岐點／손익분기점》
- 1998年：《狗, Lucky Star／개,럭키스타》
- 2000年：《茅躉王（朝鲜语：반칙왕）》電影OST
- 2000年：《21C New Hair》
- 2000年：《事在人為（朝鲜语：하면 된다）》電影OST
- 2001年：《天下笨賊（朝鲜语：휴머니스트）》電影OST
- 2002年：《復仇》電影OST
- 2004年：《Tuna World》
- 2014年：《按照偵探名旅客的記錄／탐정명 나그네의 기록》

－白BAND／방백－
- 2014年：《慶州（朝鲜语：경주 (영화)）》電影OST
- 2015年：《你的手／너의 손》
- 2018年：《我的嘻哈我的家》電影OST

## 藝術展覽
- 20170606~0910：《媒體研究：緊張和放鬆／매체연구：긴장과 이완》
- 20190215~0331：《白鉉真個人展／백현진 개인展》
- 20200319~0505：《白鉉真：粉色光線／백현진：핑크빛 광선》
- 20200515~1025：《2020 ACC CONTEXT<SOLIDARITY SPORES>／2020 ACC CONTEXT<연대의 홀씨>》

## 獎項榮譽
- 2017年：南韓國立現代美術館美術大獎年度作家獎

## 外部連結
- 白鉉真的Instagram帳戶
- 白鉉真的Facebook專頁
- 白鉉真的Youtube （页面存档备份，存于）
- 經紀公司官方網站